# 松浦栄 (法学者)

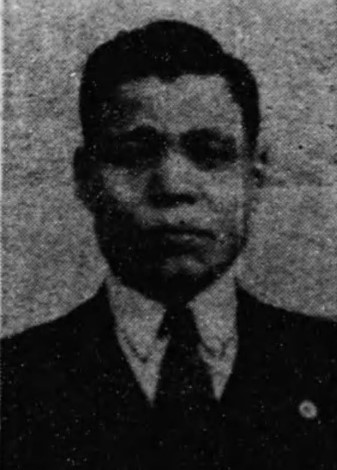
松浦栄

松浦 栄（まつうら さかえ、1900年7月1日 - 1990年5月3日）は、日本の法学者、警察官僚、衆議院議員（当選1回）。専門は行政法。地方自治法や警察法を研究対象としている。 

## 来歴
福井県福井市で生まれ、まもなく北海道追分町（のち安平町）に移住。1922年（大正11年）に北海道帝国大学農学部卒業。1924年、京都帝国大学法学部英法科卒業。
北海道庁警部兼通訳、北海道警察練習所所長、北海道庁外事課長・警視課長、沖縄県警察部長、長崎県警察部長、宮城県学務部長、茨城県内務部長、茨城新聞社理事などを歴任。
1947年には、第23回衆議院議員総選挙で日本自由党公認で、北海道4区から出馬し初当選するが、1949年の第24回衆議院議員総選挙では落選。1951年 、北海道選挙管理委員会委員長を務める。1952年、北海学園大学経済学部講師・北海短期大学兼任講師を務める。（法学・憲法・行政法・政治学・行政学）
1953年から北海道自動車短期大学兼任講師を務める（1970年まで）。1964年、 北海学園大学法学部講師を務める。1965年には同法学部教授を務める。1972年、同就職部長を務める（1974年まで）。1974年、北海学園大学を依願退職。同名誉教授を務める。この他、北海道自治講習所非常勤講師や札幌家庭裁判所家事調停委員も務めた。
1990年に死去。

## エピソード
- 終戦後、北海道では法学者・政治学者が不足したため、専門外の政治学・行政学も受け持つ事になった。
- 学部のゼミ生には、弁護士となった上口利男がいる。

## 栄典
- 平成2年(1990年) - 勲四等旭日小綬章
- 昭和20年(1945年) - 勲四等瑞宝章

## 家系
子に松浦昭、松浦保がおり、親族に高倉新一郎がいる。また、松浦党・松浦氏の末流の出である。

## 著書・論文
- 『法学概論』（学術図書出版、1955年初版・1958年改訂版）
- 『日本国憲法概説』（飯村印刷、1957年）
- 『選挙管理執行論』〔学園論集〕（北海学園大学、1962年）

などがある。